# Michelle Rodriguez
Mayte Michelle Rodriguez (San Antonio, Texas, 12. srpnja 1978.), američka glumica. Najpoznatija je po uzlogama u holivudskim filmovima Brzi i žestoki, S.W.A.T., Avatar, Machete i Invazija svijeta: Bitka Los Angeles, te kao Ana Lucia Cortez i u znanstveno fantastičnoj seriji Izgubljeni.
Rođena je u San Antoniu u Teksasu odakle se 1986. godine odselila s obitelji u Dominikansku Republiku. Dvije godine kasnije, obitelj se preselila u Portoriko,a 1989. vratili su se u SAD i naselili u Jersey Cityju u New Jerseyu.

## Filmografija
| Godina | Film                                | Uloga                   | Bilješke                   |
| ------ | ----------------------------------- | ----------------------- | -------------------------- |
| 2000.  | Girlfight                           | Diana Guzman            |                            |
| 2001.  | Brzi i žestoki                      | Leticia "Letty" Ortiz   | nominacija za ALMA nagradu |
| 2001.  | 3 A.M.                              | Salgado                 |                            |
| 2002.  | Blue Crush                          | Eden                    |                            |
| 2002.  | Resident Evil                       | Rain Ocampo             |                            |
| 2003.  | S.W.A.T.                            | policajka Chris Sanchez | Imagen Foundation nagrada  |
| 2004.  | Control                             | Teresa                  |                            |
| 2005.  | BloodRayne                          | Katarin                 |                            |
| 2006.  | The Breed                           | Nicki                   |                            |
| 2007.  | Battle in Seattle                   | Lou                     |                            |
| 2008.  | Cats: The Movie                     | Jujube                  | glas                       |
| 2008.  | Gardens of the Night                | Lucy                    |                            |
| 2009.  | Brzi i žestoki: Povratak            | Leticia "Letty" Ortiz   |                            |
| 2009.  | Trópico de Sangre                   | Minerva Mirabal         |                            |
| 2009.  | Avatar                              | satnica Trudy Chacon    |                            |
| 2010.  | Machete                             | Luz/Ona                 |                            |
| 2011.  | Invazija svijeta: Bitka Los Angeles | por. Elana Santos       |                            |